# Friedrich von Hefner-Alteneck
Friedrich Franz Heinrich Philipp von Hefner-Alteneck (27. april 1845 i Aschaffenburg - 6. januar 1904 i Biesdorf ved Berlin) var en tysk elektrotekniker, søn af Jakob Heinrich von Hefner-Alteneck.
Hefner-Alteneck studerede polyteknik i München og Zürich og var 1867–1890 aktiv som ingeniør og overingeniør hos firmaet Siemens & Halske i Berlin som en af Werner von Siemens nærmeste medarbejdere. Han bidrog betydeligt til elektroteknikens udvikling, blandt andet ved flere forbedringer af generatorer, således det såkaldte trommelanker, der fik en stor betydning for dynamomaskinerne, desuden vekselstrømsmaskiner med roterende spoler uden jernkerne, konstruktionen af den første differential-buelampe og mange andre apparater.
Han er dog mest kendt for at have angivet den første praktiske lysenhed. Dette skete ved den af ham i 1883 konstruerede så kaldte Hefnerlampe, en enkel lampe med amylacetat som brændselsemne, som vandt almindelig udbredelse som normallampe inden for fotometri. En rund fuldvæge med en diameter på 8 mm indstilledes således, at flammens højde (uden lampeglas) blev 40 mm. Lysstyrken hos denne frie flamme, målt i horisontal retning, regnedes som 1 lysenhed, Hefnerlys. På Physikalisch-technische Reichsanstalt i Charlottenburg gennemførtes nøjagtige undersøgelser over denne lampe, blandt andet angående lufttrykkets, luftfugtighedens og kuldioxidindholdets indflydelse på lysstyrken.
Hefner-Alteneck blev 1896 medlem af det svenske Kungliga Vetenskapsakademien.